# Podwiesk (gromada)
Podwiesk – dawna gromada, czyli najmniejsza jednostka podziału terytorialnego Polskiej Rzeczypospolitej Ludowej w latach 1954–1972.
Gromady, z gromadzkimi radami narodowymi (GRN) jako organami władzy najniższego stopnia na wsi, funkcjonowały od reformy reorganizującej administrację wiejską przeprowadzonej jesienią 1954 do momentu ich zniesienia z dniem 1 stycznia 1973, tym samym wypierając organizację gminną w latach 1954–1972.
Gromadę Podwiesk z siedzibą GRN w Podwiesku utworzono – jako jedną z 8759 gromad na obszarze Polski – w powiecie chełmińskim w woj. bydgoskim, na mocy uchwały nr 24/4 WRN w Bydgoszczy z dnia 5 października 1954. W skład jednostki weszły obszary dotychczasowych gromad Podwiesk, Dolne Wymiary, Dorposz Chełmiński i Łęg ze zniesionej gminy Podwiesk w tymże powiecie. Dla gromady ustalono 19 członków gromadzkiej rady narodowej.
31 grudnia 1959 do gromady Podwiesk włączono wsie Nowawieś Chełmińska, Małe Łunawy i Wielkie Łunawy ze zniesionej gromady Nowawieś Chełmińska w tymże powiecie.
Gromadę zniesiono 31 grudnia 1961, a jej obszar wszedł w skład nowo utworzonej gromady Dolne Wymiary w tymże powiecie.